# Yhojan Arenas Valbuena
Jhojan Iván Arenas Valbuena (Medellín, Antioquia, Colombia; 13 de julio de 1997) es un futbolista colombiano. Juega como volante creativo.

## Independiente Medellín
Tuvo su primera convocatoria con el primer equipo del Independiente Medellín para enfrentar la ida de los octavos de final de la Copa Águila ante Once Caldas, aunque no tuvo la posibilidad de debutar en dicho partido.
Debutó profesionalmente con el primer equipo del Independiente Medellín el 6 de octubre de 2018 en el partido válido por la fecha trece de la Liga Águila - 2 en el clásico paisa ante Atlético Nacional bajo la dirección técnica de Octavio Zambrano en la victoria 2-1.  
Jugó su primer partido como titular ante Envigado Fútbol Club en el empate 2-2, en dicho partido tuvo una destacada actuación y logró marcar su primer gol como profesional.

## Clubes
| Club                   | País     | Año         | Partidos | Goles |
| ---------------------- | -------- | ----------- | -------- | ----- |
| Independiente Medellín | Colombia | 2018 - 2019 | 4        | 1     |

## Palmarés

### Campeonatos nacionales
| Título        | Club                   | País     | Año  |
| ------------- | ---------------------- | -------- | ---- |
| Copa Colombia | Independiente Medellín | Colombia | 2019 |